# 니키 야노프스키
니키 야노프스키(Nikki Yanofsky, 1994년 2월 8일 ~ )는 캐나다의 싱어송라이터이다.